# Неопростиво (филм из 2021)
Неопростиво (енгл. The Unforgivable) је амерички драмски филм из 2021. године, настала као оригинални филм платформе Нетфликс. Премијерно је била приказана 24. новембра 2021. године у неколико одабраних биоскопа широм државе, да би 10. децембра исте године постала доступна свим Нетфликсовим корисницима. У главној улози је Сандра Булок, која се такође потписује и као продуцент филма. Драма је остварила нешто мањи успех од трилера Кутија за птице, такође пројекта који је ујединио Булокову и Нетфликс, али је свеједно стекла гледаност која ју је уврстила међу најгледаније филмове године.

## Радња
После 20 година проведених у затвору, Рут Слејтер излази на слободу, надајући се да ће успети да пронађе своју сестру. То уопште неће бити лако, будући да јој друштво још увек није опростило хладнокрвно убиство полицајца који је пре двадесет година покушао да јој сестру да на усвајање.

## Улоге
- Сандра Булок као Рут Слејтер
- Винсент Д'Онофрио као Џон
- Џон Бернтал као Блејк
- Ричард Томас као Мајкл Малком
- Линда Емонд као Рејчел Малком
- Ешлинг Франчози као Кејти
- Роб Морган као Винсент
- Вајола Дејвис као Лиз
- Ема Нелсон као Емили

## Критике
На прегледном агрегатору Ротен Томејтос, филм има оцену публике од 77%, на основу више од 500 оцена. Сандра Булок је похваљена за своје напоре, док је филм окарактерисан као просечан.